# 狛江・多摩川花火大会
1. 狛江・多摩川花火大会
2. 前身となった過去の狛江市花火大会

狛江・多摩川花火大会（こまえ・たまがわはなびたいかい）は、東京都狛江市内の多摩川河川敷で開催される花火大会である。

## 概要
多摩川沿岸で開催される花火大会の一つである。多摩川花火大会の中では最古のもので、最も長い歴史をもつ。花火の打ち上げ場所を多摩川緑地公園グランド（狛江市猪方四丁目1）とし、狛江市側の堤防や河川敷および、対岸の神奈川県川崎市多摩区側の河川敷に観覧席が設けられる。

## 歴史
1922年（大正11年）頃、和泉多摩川観光協会の主催で第1回花火大会として開催された大会を起源とする。その後、太平洋戦争により中断していたが、戦後の1950年（昭和25年）に花火大会が復活した。
1968年より、主催を和泉多摩川観光協会から狛江町観光協会に変更し、第1回多摩川花火大会としてリニューアル開催された。
1970年10月1日に狛江町が市制施行し狛江市となった後、多摩川沿岸の各地で花火大会が開催されるようになったことから、1985年（昭和60年）の第17回多摩川花火大会より「狛江市花火大会」へ改称した。
なお、対岸の神奈川県川崎市多摩区（登戸駅付近）でも稲田登戸観光協会により、多摩川梨の観光梨園の宣伝のため花火大会が開催されていたが、地元の協力が得られなくなったため、1985年より中止された。
その後、毎年7月下旬から8月上旬に催されていたが、2004年（平成16年）の第32回大会を最後に、市の財政難などにより花火大会は中断されていた。
2010年に市制施行40周年を迎え、狛江市制施行40周年記念事業「音楽と花火の祭典」として花火大会が復活した。2010年からは川崎市も後援し、会場も狛江市側と川崎市側の2箇所となり、多摩川緑地公園グランドから花火を打ち上げ、対岸の川崎市多摩区の多摩川河川敷（登戸駅付近）にも観覧会場が設けられた。これにより登戸での花火大会が復活した形となり、名称も「狛江市花火大会」から「狛江・多摩川花火大会」へ改称され、その第1回となった。
2015年には市制施行45周年を記念し、同年8月5日に開催され、来場者約11万人を記録した。
その後は2020年（令和2年）まで開催予定はなかったものの、市民から早期開催を希望する意見が多かったことから、予定を前倒しして2018年8月8日の開催を予定していたが、台風13号接近により中止された。
そのため2019年に改めて企画され、同年8月7日に開催された。前回の2015年から4年ぶりの開催となり、前回の2015年を上回る約13万人（主催者発表、狛江市側会場約8万人、川崎市側会場約5万人）が来場した。
2020年以降は新型コロナウイルス感染症流行の影響もあり開催されていなかったが、2023年8月9日に「令和5年度 狛江・多摩川花火大会」として4年ぶりに花火大会が開催され、多摩川緑地公園グランドを会場に約5,000発の花火が打ち上げられた。また2023年の花火大会でも、対岸の川崎市側河川敷（登戸・宿河原）に観覧場所が設置された。2023年大会の来場者数は、狛江市側が85,000人、川崎市側が65,000人。